# Femme, femme, femme
 (novembre 2018).
Si vous disposez d'ouvrages ou d'articles de référence ou si vous connaissez des sites web de qualité traitant du thème abordé ici, merci de compléter l'article en donnant les références utiles à sa vérifiabilité et en les liant à la section « Notes et références ».
Femme, femme, femme est une chanson de Serge Lama parue en single en 1978 et sur le double album Enfadolescence en 1979. Écrite par Serge Lama, composée par Alice Dona, elle rencontre un important succès en France et reste encore aujourd'hui un des titres phares du répertoire du chanteur.
De veine comique, elle s'inscrit dans la même lignée qu'un autre tube de Lama, Les P'tites Femmes de Pigalle, sorti en 1973 sur l'album Je suis malade. Elle dépeint une soirée mondaine parisienne donnée par deux amis « avec les plus belles ». Comme le suggère le titre de la chanson qui en est également le leitmotiv, l'objectif de cette soirée est avant tout de festoyer en compagnie féminine.